# Lygistorrhina pictipennis
Lygistorrhina pictipennis är en tvåvingeart som beskrevs av Toyohi Okada 1937. Lygistorrhina pictipennis ingår i släktet Lygistorrhina och familjen Lygistorrhinidae. Inga underarter finns listade i Catalogue of Life.